# Rhynchospora panicifolia
Rhynchospora panicifolia là loài thực vật có hoa trong họ Cói. Loài này được Maury miêu tả khoa học đầu tiên năm 1888.